# Židovská čtvrť v Sušici
Židovská čtvrť v Sušici (německy dříve Schüttenhofen), okres Klatovy, Plzeňský kraj, vznikla přibližně v 16. století. Z bývalých objektů připomínajících pobyt Židů v obci se dodnes zachovaly jen dva hřbitovy. Ghetto samotné zaniklo.

## Historie
Židovská čtvrť v Sušici je do značné míry zničena. Jednalo se především o jižní část Židovské ulice (později Vodičkova ulice, dnes Vodní ulice), kde v roce 1837 stálo asi 14 židovských domů, a část Židovského rynku (dnes na ulici Na Baště). Tato oblast byla roku 1923 zničena velkým požárem, budovy byly nahrazeny novostavbami. Původní synagoga byla po požáru nahrazena druhou synagogou, která za požáru roku 1923 také lehla popelem, třetí synagoga byla roku 1963 zabavena a zbořena. Dnes se zde nacházejí pouze jednotlivé budovy z dřívějšího ghetta.
Židé, kteří zde žili od 16. století, se směli usadit výlučně v této oblasti. Ghetto bylo přístupné pouze branou v opevnění městských hradeb, která byla uzavřena řetězem. Bylo zde mnoho zvláštních ustanovení. V neděli a ve svátky neměli Židé dovoleno opustit ghetto a obchodovat v obci. Přístup ke zbytku města byl také zakázán během bohoslužeb, v té době musela být v židovských domech zavřena všechna okna a kromě toho žaluzie oken směřujících ke kostelu. Částečně museli Židé označit své oblečení nášivkami ze žluté látky, aby je bylo možno již z dálky rozpoznat.
Počet židovského obyvatelstva v Sušici se od konce 19. století snižoval, po deportaci zbytku Židů v roce 1942 do koncentračních táborů se vrátilo méně než deset osob, což mělo vliv i na další osud ghetta. Po konfiskaci synagogy městem a jejím zboření roku 1963 se v Sušici nacházejí pouze dvě památky, které připomínají minulost židovského obyvatelstva, obě mimo hranice historického ghetta:
- Starý židovský hřbitov, založený v roce 1626, se nachází u městských hradeb jihozápadně od náměstí v Sušici. Je chráněn jako kulturní památka České republiky.[3]
- Nový židovský hřbitov, založený v roce 1876, se nalézá na severu Křičkovy ulice. Je chráněn jako kulturní památka České republiky.[3]